# 어느 사랑의 연대기
어느 사랑의 연대기(Cronaca Di Un Amore, Chronicle Of A Love)는 이탈리아에서 제작된 미켈란젤로 안토니오니 감독의 1950년 영화이다. 루시아 보세 등이 주연으로 출연하였다.

## 출연

### 주연
- 루시아 보세
- 마시모 지로티

## 제작진
- 미술: 피에로 필리폰